# Oospila mesocraspeda
Oospila mesocraspeda là một loài bướm đêm trong họ Geometridae.